# Jebús

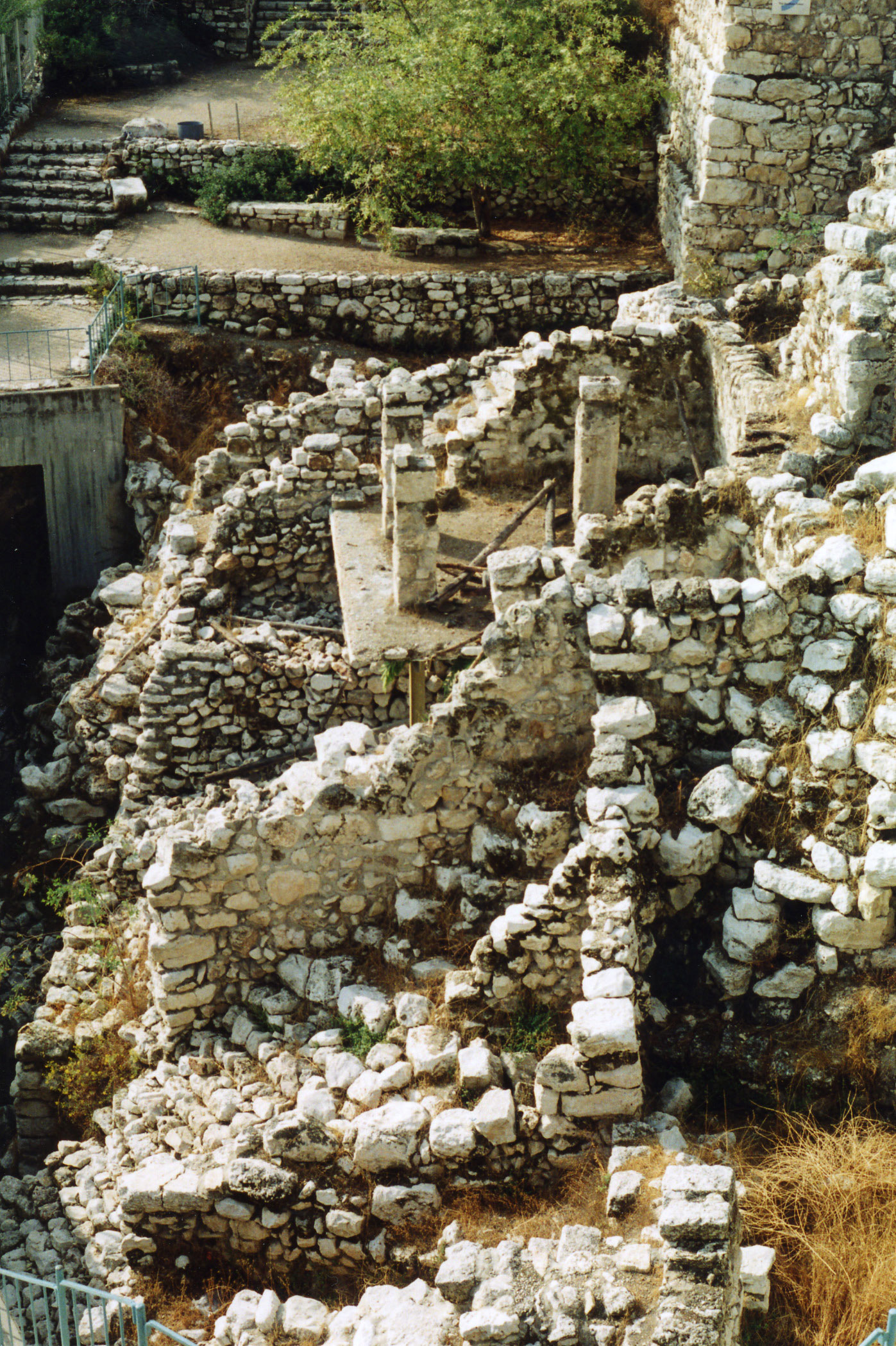

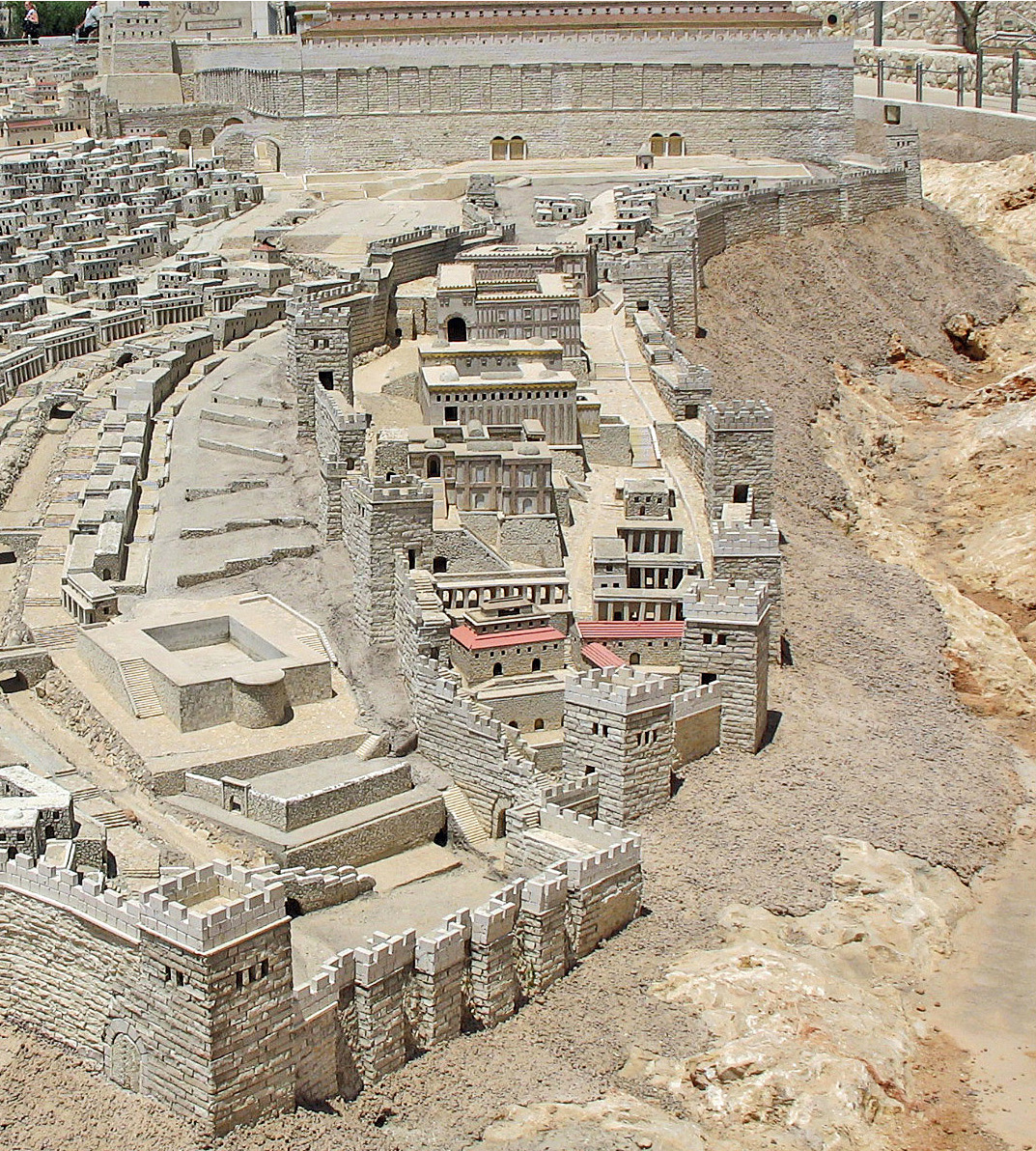

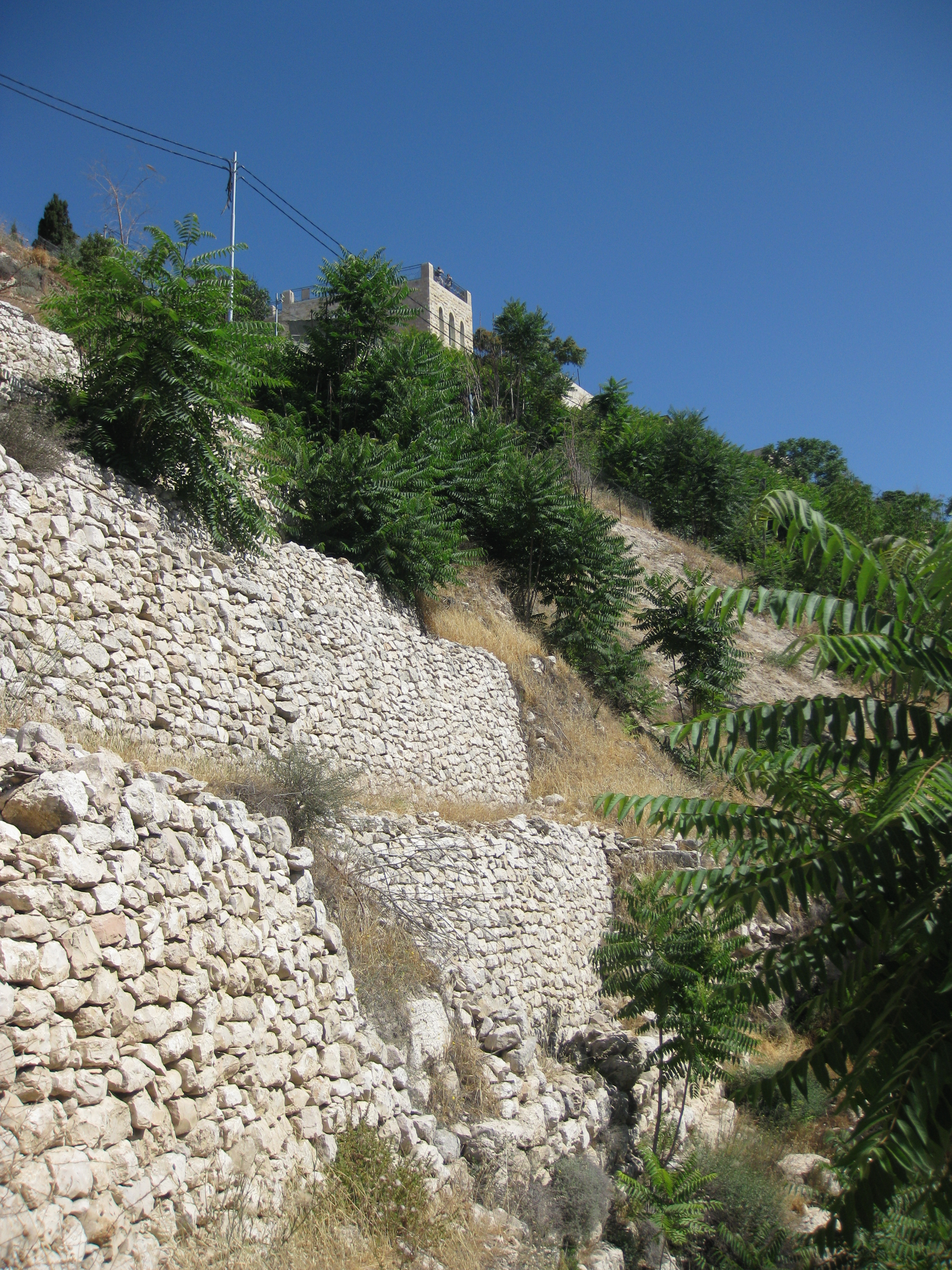
Mur de la ciutat de Jebús

Jebús és el nom d'un poblat de l'antiguitat, situat a l'Orient Pròxim, que amb el temps es va convertir a la ciutat de Jerusalem. Era la capital d'un poble citat en la Bíblia, els jebuseus.

## Història
Les proves ceràmiques indiquen l'ocupació d'Ofel, dins dels quals és actualment Jerusalem, en una època tan primerenca com l'Edat de Coure, prop del tercer mil·lenni abans de Crist,amb evidència d'un assentament permanent als primers segles de l'edat del bronze primerenc, c. 3000-2800 AC. Ann Killerbrown va demostrar que Jerusalem era una ciutat gran i emmurallada en les etapes MB IIB i IA IIC (entre 1807-1650 i 720-586 a. C.), durant l'Edat Mitjana de Bronze Tardà i les edats IA I IC ID IE IF i IIA/B Jerusalem era un poble sense emmurallar i relativament insignificant.
Els escrits més primerencs que fan referència a la ciutat són els agrupats en els Textos d'Execració de Berlín i Brussel·les (ca. segle xix aC; els quals es refereixen a una ciutat anomenada Joshlamen o Rosh-Ramen) i en les Cartes de Amarna (c. segle xiv aC). anant a Kathleen Kenyon, creuen que Jerusalem va ser una ciutat fundada per un poble semític occidental amb assentaments organitzats prop del segle XXVI AC D'acord amb la tradició va ser fundada per Sem i Eber, ancestres d'Abraham. Els recomptes bíblics mostren als Jebuseus en control de la ciutat, habitant els terrenys propers a la ciutat actual fins al segle XI AC quan David va envair i va conquistar la seva ciutat, Jebús, establint allà la capital del Regne d'Israel i Judà (any 1000 AC). Excavacions recents de la Ciutat de David interpretades per alguns arqueòlegs com tendents a corroborar alguns textos bíblics.